# آگفا اپتیما ۱۵۳۵ سنسور
آگفا اپتیما ۱۵۳۵ سنسور (به انگلیسی: Agfa Optima 1535 Sensor) یک دوربین عکاسی فیلم ۱۳۵ تک‌لنزی غیربازتابی ساخت شرکت آگفا است.